# Drosanthemum glabrescens
Drosanthemum glabrescens är en isörtsväxtart som beskrevs av L. Bol. Drosanthemum glabrescens ingår i släktet Drosanthemum och familjen isörtsväxter. Inga underarter finns listade i Catalogue of Life.